# Minnesota
Minnesota er en delstat, der ligger i det nordligste USA og grænser til Canada og delstaterne: Wisconsin, Iowa, South Dakota og North Dakota. Delstaten har omkring 5.706.494(2020) indbyggere, og dens hovedstad er Saint Paul, mens Minneapolis er delstatens største by. Minnesota blev optaget som en delstat i USA den 11. maj 1858.

## Historie
Navnet Minnesota stammer fra Dakota udtrykket Mni Sota Makoce og betyder "Landet hvor skyerne reflekteres i vandet". Området, som i dag udgør Minnesota, var oprindelig befolket af sioux- og chippewa-indianere. De første europæere, man med sikkerhed kender til i området, var franske pelsjægere og missionærer, som kom dertil i 1600-tallet. At de navngav området Minnesota antyder, at det på det tidspunkt var domineret af en siouxtalende urbefolkning. Ved slaget ved Kathio i 1750 besejrede chippewaindianerne siouxindianerne og erobrede området. Fra 1753 blev Minnesotas østlige del øst for Mississippi-floden styret af Storbritannien og blev i 1783 en del af USA. Den vestlige del af Minnesota blev også en del af USA ved Louisiana-købet i 1803. I 1820'erne begyndte indvandringen af nybyggere fra New England og senere fra Europa, særligt Skandinavien og Tyskland. I 1849 blev Minnesota et territorium og den 11. maj 1858 en delstat i USA.
Omkring år 1900 tog industrialiseringen fart, efter at store mængder jernmalm blev fundet, og en befolkningsvandring mod byerne begyndte. Landbrug var dog fortsat et dominerende erhverv. Under den store depression blev økonomien hårdt ramt, hvilket førte til lavere indtægter for bønder, afskedigelser af minearbejdere og uro på arbejdsmarkedet. Programmerne i New Deal skabte dog nogen forbedring. Efter 2. verdenskrig har industrialiseringen yderligere taget fart.

## Politik
Den lovgivende forsamling i Minnesota består af et tokammersystem med et Senat og et Repræsentanternes Hus. Delstatens guvernør, Tim Walz er medlem af Minnesota Democratic–Farmer–Labor Party.
I Senatet i Washington D.C. har Minnesota 2 demokratisk senatorer
I Repræsentanternes Hus har staten 4 demokrater og 4 republikanere
Minnesota har en i USA høj vælgerdeltagelse – ved præsidentvalget i 2004 stemte 77,2% af de stemmeberettigede.

## Geografi
Minnesota er USA's næstnordligste delstat efter Alaska. Staten deler en vandgrænse på Lake Superior med Michigan og Wisconsin mod nordøst, på land grænser Minnesota til Wisconsin mod øst, til Iowa mod syd, North Dakota og South Dakota mod vest og de canadiske provinser Ontario og Manitoba mod nord. Med et areal på 225.365 km², eller ca. 2,25% af USA's samlede areal, er Minnesota den 12. største delstat i landet, og er den næststørste af delstaterne i Midtvesten.
Minnesota var i tidligere tider dækket af store gletsjere, som har efterladt sig mange indsøer og floder. Delstaten har flere store floder, som er vigtige som færdselårer. Den øvre del af floden Mississippi-floden ligger i delstaten, og landskabet består af bølgende sletteland, som ligger gennemsnitligt ca. 300 meter over havet. Minnesota er udpræget en landbrugsstat og har et indlandsklima med varme somre og kolde, nedbørsfattige vintre. Kulderekorden er -51 °C, målt i 1996, og varmerekorden på 45 °C blev målt 1917 og 1936. Gennemsnittet for den koldeste måned, januar, er -11,5 °C og for den varmeste, juli, 23 °C. Den gennemsnitlige nedbørsmængde er 719 mm årligt.
Statens kælenavn The Land of 10.000 Lakes, (landet med de 10.000 søer) er ingen overdrivelse, der er 11.482 søer over 10 acres i størrelse. Minnesotas del af Lake Superior er den største og dybeste vandmasse i delstaten. Minnesota har 6.564 naturlige vandløb, der tilsammen flyder over i alt ca. 110.000 km. Mississippi-floden har sit udspring i Minnesota fra Lake Itasca og krydser grænsen til Iowa ca. 1.100 km efter. Floden mødes undervejs af Minnesota River, St. Croix River, Chippewa River og et stort antal mindre vandløb i sydøst. Red River afvander den nordvestlige del af delstaten og udmunder i Hudson Bay i Canada. I alt er der ca. 10,6 mio. acres vandområder inden for Minnesotas grænser, det største areal blandt alle USA's delstater bortset fra Alaska.
Minnesota har 87 amter og én nationalpark, Voyageurs National Park.

### Større byer
Hovedstaden Saint Paul og delstatens største by Minneapolis ligger på hver sin side af Mississippifloden. Disse to byer danner sammen området kaldet Twin Cities. Andre større byer i delstaten er Duluth, St. Cloud, Mankato, Rochester og Bloomington.
- Minneapolis – ca 373.000 (2003)
- Saint Paul – 280.000
- Rochester – 93.000
- Duluth – 86.000

## Økonomi
Den gennemsnitlige indkomst i Minnesota var i 1999 30.743 USD, og gennemsnitligt havde hver husholdning en indkomst på 48.000 USD, hvilket var den ottendehøjeste i USA. Der er imidlertid store geografiske forskelle – de laveste indkomster findes i den nordvestlige del af delstaten.
En stor del af delstatens økonomi er stadig baseret på landbruget. I den nordlige del af Minnesota findes en del mine- og trævareindustri. I området Twin Cities findes de største virksomheder, bl.a. 3M og Northwest Airlines. I byen Rochester har bl.a. IBM en stor fabrik. USA's største indkøbscenter, Mall of America, ligger i Bloomington. Minnesota har både indkomstskat, moms og afgifter.

## Demografi
Fra at have færre end 6.100 indbyggere i 1850 voksede Minnesotas befolkning til over 1,75 mio. i 1900. I 2006 havde Minnesota en anslået befolkning på 5.167.101 med en tilvækstrate, som er gennemsnitlig for USA.

### Ophav
Mange af de tidlige tilflytterne kom fra Norden og delstaten har et stærkt nordisk islæt – det anslås, at 1,5 mio. personer i Minnesota nedstammer fra indvandrere fra Danmark, Finland, Norge og Sverige.
Mere end 75% of Minnesotas indbyggere har vesteuropæisk ophav med tysk-amerikanere som den største gruppe (37,3%), norsk-amerikanere (17%), irsk-amerikanere (12,2%) og svensk-amerikanere (10%). I 2004 var 6,1% af indbyggerne født i udlandet (gennemsnittet for hele USA var 12%). Statens befolkning har indtil for nylig været relativt homogen.

### Religion
Den største del af befolkningen er katolikker og protestanter. Inden for de seneste år er andre religioner kommet til Minnesota med indvandrere.

## Sport
Professionelle hold i de højeste ligaer
- NFL – amerikansk fodbold
  - Minnesota Vikings
- MLB – baseball
  - Minnesota Twins
- NBA – basketball
  - Minnesota Timberwolves
- NHL – ishockey
  - Minnesota Wild
- WNBA – basketball, damer
  - Minnesota Lynx